# Talmeca cleontis
Talmeca cleontis är en fjärilsart som beskrevs av William Schaus 1939. Talmeca cleontis ingår i släktet Talmeca och familjen tandspinnare. Inga underarter finns listade i Catalogue of Life.